# Marc Lobliner
Marc Lobliner (ur. 22 listopada 1980) – amerykański kulturysta, trójboista siłowy, model fitness, pisarz oraz dziennikarz sportowy. Wicemistrz Stanów Zjednoczonych w kulturystyce.

## Życiorys
Jego miastem rodzinnym jest Culver City. Ma brata, Aarona. W 1998 roku ukończył szkołę średnią Culver City Senior High. W latach 1998−2000 studiował marketing na uczelni California Lutheran University w Thousand Oaks. Chciał rozpocząć karierę zawodowego futbolisty, lecz te plany nie zostały zrealizowane.
Jako czternastolatek rozpoczął treningi siłowe. Był członkiem Amerykańskiej Federacji Trójboju Siłowego (APF). Jako kulturysta sukcesy odnosi od 2006 roku. W 2010 brał udział w zmaganiach Arnold Amateur, organizowanych przez federację IFBB. Dwa lata później wystąpił na zawodach NPC Atlantic USA Championships; w kategorii wagowej ciężkiej wywalczył srebrny medal. W 2013 podczas mistrzostw Canton Ohio Open federacji NABBA zdobył dwa złote medale: w kategorii wagowej ciężkiej oraz w kategorii ogólnej. W 2015 w trakcie mistrzostw Stanów Zjednoczonych, organizowanych przez federację NABBA, zajął drugie miejsce na podium wśród zawodowców.
Pracował jako model fitness. Jego zdjęcia ukazały się na łamach międzynarodowych wydań czasopism Muscle & Strength, MuscleMag International oraz Ironman. Jako dziennikarz sportowy współpracował z witryną bodybuilding.com oraz wieloma pismami kulturystycznymi. Jest współautorem blisko dziesięciu książek o tematyce transformacji fizycznej. W 2016 występował w programie rozrywkowym o tematyce militarnej, American Grit, nadawanym przez telewizję FOX.
Według sugestii specjalistów, Lobliner stosuje sterydy i cierpi z powodu ginekomastii. Ma 167 cm wzrostu, jego waga sięga 100 kg Tkanka tłuszczowa oscyluje u Loblinera na pograniczu pięciu procent.
Właściciel dwóch firm (EthiTech Nutrition, MTS Nutrition). Żonaty, jest ojcem. Pracuje jako trener personalny.

## Wybrane publikacje
- Game Over: The Final Showtime Cut Diet You'll Ever Need (2006/2007)
- C.H.A. (The Carb Haters Anonymous) (2008)
- The Diet Solution: The NEW American Diet (2009)
- Diet: The Final Answer on Carbless Bulking & Cutting (20??)
- The Lifestyle Cut Diet: The Final Diet You'll Ever Need to Stay Lean and Healthy (2016)
- The Fat Loss Factor (20??)